# Daniel Igali
Baraladei Daniel Igali , (* 3. února 1974 v Eniwari, Nigérie) je bývalý nigerijský zápasník – volnostylař, olympijský medailista z roku 2000. V roce 1994 imigroval do Kanady, kterou od roku 1998 reprezentoval.

## Sportovní kariéra
Vyrůstal v nigerijském slamu, kde ho vychovávala babička. V mladí se věnoval běžným klukovským aktivitám, hrál fotbal a zápasil (pral se). Později zkoušel v zápasení soutěžit. V roce 1994 byl vybrán do nigerijské reprezentace, která se účastnila Her Commonwealthu v Kanadě. Po skončení her se rozhodl v Kanadě zůstat a požádat o azyl. Občanství obdržel začátkem roku 1998. V roce 1999 vybojoval pro Kanadu první titul mistra světa ve volném stylu. V roce 2000 startoval na olympijských hrách v Sydney. Ze skupiny postoupil na základě rozhodnutí rozhodčích a v semifinále srovnával skóre v poslední půlminutě. Ve finále se utkal s Rusem Gitinovem a rozhod ho v závěru díky lepší fyzické připravenost. Po vítězství 7:4 získal zlatou olympijskou medaili. V roce 2004 startoval na olympijských hrách v Athénách ve velterové váze. Po postupu ze základní skupiny prohrál ve čtvrtfinále s Ivánem Fundorou a obsadil 6. místo. Vzápětí ukončil sportovní kariéru. Věnuje se trenérské práci v Kanadě a doma v Nigérii.

## Výsledky
| Turnaj            | 1998       | 1999       | 2000       | 2001       | 2002           | 2003           | 2004           |
| Turnaj            | 24         | 25         | 26         | 27         | 28             | 29             | 30             |
| Turnaj            | lehká váha | lehká váha | lehká váha | lehká váha | velterová váha | velterová váha | velterová váha |
| ----------------- | ---------- | ---------- | ---------- | ---------- | -------------- | -------------- | -------------- |
| Olympijské hry    |            |            | 1.         |            |                |                | 6.             |
| Mistrovství světa | 4.         | 1.         |            | 9.         | 5.             | 11.            |                |